# Mount Popa
Mount Popa is een 1518 m hoge stratovulkaan 60 km ten zuidoosten van Pagan in Myanmar.
Taung Kalat is een vulkanische plug (737m hoog) met loodrechte rotswanden vlak naast Mount Popa en is een heilige berg voor de Birmezen, waarbovenop een klooster is gebouwd.
Voor de Birmezen is Taung Kalat/Mount Popa het centrum van de verering van de 'nats', de geesten. In Myanmar is het animistische geloof in geesten nog altijd diep geworteld, zodanig dat het gelijktijdig naast het Boeddhisme bestaat. In de Birmese huizen vindt men vaak zowel altaartjes voor Boeddha als voor de geesten: overleden voorouders, hooggeplaatste personen en natuurgeesten.
Op Mount Popa is er – naast een Boeddhistisch tempelcomplex – een heiligdom voor de nats. De belangrijkste 37 worden er uitgebeeld en vereerd. Het zijn vooral belangrijke personen uit het Birmese religieuze en mythische verleden. Om die reden is het een belangrijk pelgrimsoord en wordt de berg ook wel de 'Olympus' van Myanmar genoemd.